# Takumi Hayama
Takumi Hayama (japanisch 羽山 拓巳 Hayama Takumi; * 20. Mai 1978 in der Präfektur Kanagawa) ist ein ehemaliger japanischer Fußballspieler.

## Karriere
Hayama erlernte das Fußballspielen in der Jugendmannschaft von Verdy Kawasaki (heute: Tokyo Verdy) und der Universitätsmannschaft der Universität Tsukuba. Seinen ersten Vertrag unterschrieb er 2001 bei den Tokyo Verdy. Der Verein spielte in der höchsten Liga des Landes, der J1 League. Für den Verein absolvierte er neun Erstligaspiele. 2003 wechselte er zum Ligakonkurrenten Vegalta Sendai. 2004 wechselte er zum Drittligisten FC Horikoshi. Für den Verein absolvierte er 50 Spiele. 2006 kehrte er zu Tokyo Verdy zurück. Ende 2006 beendete er seine Karriere als Fußballspieler.